# علي قاسم (ممثل)
علي قاسم (29 ديسمبر 1986 -) ممثل ومهندس مصري.

## النشأة وحياته
هو ممثل مصرى ولد عام 1986 بمحافظة القاهرة في مصر حصل علي قاسم  علي بكالوريوس في الهندسة وسبب التحاقه بكلية الهندسة هو حبه الشديد لمادة الرياضيات والفيزياء.
يميل الفنان علي منذ صغره الي حب الفن وخصوصا التمثيل فمشاهدة الافلام شئ مقدس لديه باستمرار وكان يتمنى ان يصبح فنان واثناء دراسته بكلية الهندسة التحق الفنان علي قاسم ببعض ورش التمثيل لاخذ دروس في فن التمثيل وتنمية موهبته واخذ اولى خطواته في التمثيل.
بدا مشواره الفنى في عام 2012 وكانت أول أعماله الفنية من خلال فيلم سينمائي بعنوان عشم، كان دوره صغير بالفيلم ومن الادوار الثانوية وكان الفيلم من بطولة محمد خان وسلوى محمد علي ومروة ثابت ونجلاء الاسوانى وسلمى سالم وكان من إخراج وتاليف ماجى مرجان.

## مشواره الفنى
عام 2016 شارك علي قاسم مع الفنانة الكبيرة يسرا في مسلسل فوق مستوى الشبهات وحقق المسلسل نجاح كبير خلال عرضه في موسم شهر رمضان وشارك في بطولة المسلسل شيرين رضا والفنان سيد رجب ونجلاء بدر وغيرهم، واستطاع علي لفت الانظار اليه في هذا المسلسل وجسد خلاله دور ضابط محقق في القضية.
عام 2017 قدم قاسم مسلسل درامى بعنوان لا تطفىء الشمس بطولة دينا الشربينى وريهام عبد الغفور ومى الغيطى واحمد مالك وحقق المسلسل نجاح وتم عرضه خلال شهر رمضان.
عام 2018 يعتبر هذا العام هو عام الانطلاقة والشهرة الحقيقية لـ قاسم في عالم الفن والتمثيل حيث شارك في مسلسل طايع وجسد خلاله دور الشاب ضاحى ابن تاجر الاثار الكبير حربي وهو الفنان عمرو عبد الجليل بالمسلسل ويتزوج من ازهار شقيقة طايع وهو الفنان عمرو يوسف وكان المسلسل من بطولة الفنان عمرو يوسف وعمرو عبد الجليل وصبا مبارك والقديرة سهير المرشدى واحمد عبد الله محمود ومجموعة كبيرة أخرى من النجوم ويعتبر مسلسل طايع هو المحطة الحقيقية في مشوار الفنان علي قاسم.
في نفس العام شارك أيضا الفنان علي قاسم في فيلم بعنوان ليل/ خارجي، عام 2019 ظهر الفنان علي قاسم في مسلسل قابيل بدور عمر وهو شاب مدمن يتعافى من الإدمان ويقول عن هذا الدور انه جلس مع مجموعة من المدمنين المتعافيين لفترة ليكتسب خبرة ويعرف بعض التفاصيل عن قرب من هؤلاء الاشخاص لمساعدته في كيفية اداء الدور والشخصية.
تم عرض المسلسل خلال موسم شهر رمضان وكان من بطولة الفنان محمد ممدوح ومحمد فراج وامينة خليل وغيره، في عام 2020 شارك علي قاسم في مسلسل لعبة النسيان بشخصية نادر الشيال وحقق المسلسل نجاح جماهيرى خلال عرضه في موسم شهر رمضان وحقق نسبة مشاهدة عالية، المسلسل من بطولة الفنانة دينا الشربينى والراحلة رجاء الجداوى والفنانة الصاعدة هنا داوود وغيرهم.
شارك علي في فيديو كليب (عرفة) مع (ليجي-سي)في سبتمبر 2021 ,وكانت التجربة الأولى له في عالم الموسيقى،حيث حقق الفيديو كليب نجاحا كبيرا خلال فترة قصيرة. تميز الفيديو كليب بتصوير سينيمائي فريد من نوعه بالإضافة الى الموسيقى الفريدة الخاصة ب(ليجي-سي).

## الأعمال

### الدراما
- فوق مستوى الشبهات (2016).
- لا تطفئ الشمس (مسلسل) (2017).
- طايع (2018).
- قابيل (2019).
- لعبة النسيان (2020).
- لعبة نيوتن (2021).
- خلي بالك من زيزي (2021).
- عرفة (فيديو كليب مع ليجي-سي) (2021)
- سوتس بالعربي (2022).
- تحقيق (2022).
- الهرشة السابعة (2023).
- الصندوق (2023).
- لحظة غضب (2024).
- فقرة الساحر (2024).

### الأفلام
- فيلم عشم (2013).
- فيلم ليل/ خارجي (2018).
- رأي السنة (2020).
- (2020) Infidel.
- كيرة والجن (2022).

### الرسوم المتحركة
- روبن هود: السهم الناري
- ماوكلي فتى الأدغال

## وصلات خارجية
- علي قاسم على موقع الدهليز
- علي قاسم على موقع قاعدة بيانات الأفلام العربية